# Lewis Cass
Lewis Cass (ur. 9 września 1782 w Exeter, zm. 17 czerwca 1866 w Detroit) – amerykański przywódca polityczny i dyplomata, w latach 1813–1831 gubernator terytorium Michigan, w 1831 mianowany przez prezydenta Andrew Jacksona sekretarzem wojny, w latach 1836–1842 poseł we Francji, w latach 1845–1848 senator, w 1848 kandydat w wyborach prezydenckich z ramienia Partii Demokratycznej (42,5% głosów powszechnych, 127 elektorskich, przegrana na rzecz Zachary'ego Taylora), w latach 1849–1857 ponownie senator, w latach 1857–1860 sekretarz stanu (za prezydentury Jamesa Buchanana).
Jego imię upamiętnia m.in. hrabstwo Cass w stanie Minnesota.